# Заворушення в Північній Ірландії (2021)
Серія заворушень у пробританських районах Північної Ірландії розпочалася у місті Вотерсайд, Деррі, 30 березня 2021 року. Після чотирьох ночей заворушень у Деррі заворушення розповсюдились на південь Белфаста 2 квітня, де лоялістські протести перетворилися на заворушення з використанням цегли, бруківки та пляшок із запалювальною сумішшю. Після цього громадянські заворушення розповсюдились на Ньютаунабі 3 квітня, де були викрадені та спалені автомобілі, а проти поліції застосовані коктейлі Молотова.